# Arie Haan
Arend „Arie“ Haan (* 16. November 1948 in Finsterwolde, heute zu Oldambt), in anderen Quellen auch Adrianus Haan, ist ein ehemaliger niederländischer Fußballspieler und -trainer.

## Spielerkarriere

### Verein
Arie Haan stieß 1969 zum Profikader von Ajax Amsterdam. Mit Fußballgrößen wie Johan Cruyff und Johan Neeskens sollte sich der Klub in den nächsten Jahren zum besten Verein Europas und einem der besten der Welt entwickeln. Bereits nach Ablauf seines ersten Profijahres konnte Haan mit Ajax das Double (Meisterschaft und Pokal) gewinnen. Sein größter Vereinserfolg war der dreifache Gewinn des Europokals der Landesmeister mit dem Amsterdamer Traditionsklub. 1971 wurde Panathinaikos Athen geschlagen, 1972 Inter Mailand und 1973 Juventus Turin. Haan verpasste keines dieser Endspiele. Nur im Finale von 1971 wurde er erst zur Halbzeit eingewechselt. Mit dem Gewinn des UEFA Super Cups und des Weltpokal wurde 1972 sogar das internationale Triple perfekt gemacht. Nach sechs Jahren in Amsterdam bzw. zwei titellosen Jahren zog es Haan nach Belgien zum RSC Anderlecht. Zwischen 1975 und 1981 etablierte er sich zu einer wichtigen Stützen im Mannschaftsverbund und gewann 1976 und 1978 den Europapokal der Pokalsieger mit dem Klub. In seinem letzten Jahr bei Anderlecht gewann er die belgische Meisterschaft. Diese konnte Haan bei seinem neuen Arbeitgeber Standard Lüttich 1982 und 1983 verteidigen. Zur Spielzeit 1983/84 zog es den Defensivspieler wieder in die Niederlande, wo er sich der PSV Eindhoven anschloss. Nach Ablauf der Saison beendete Haan seine Karriere.
Haan ist zusammen mit Gianluca Vialli der Spieler mit den drittmeisten Einsätzen in Europapokalfinalen (insgesamt siebenmal, neben den fünf Siegen zwei Niederlagen 1977 mit RSC Anderlecht und 1982 mit Standard Lüttich). Francisco Gento führt diese Liste mit neun Europapokalendspielen vor Paolo Maldini (acht Europapokalfinalteilnahmen) an.
Bekannt war Haan in erster Linie wegen seiner gefürchteten harten (Weit-)Schüsse.

### Nationalmannschaft
Haan war in den 1970er Jahren Stammspieler im Mittelfeld der niederländischen Nationalmannschaft. Mit ihr wurde er zweimal 1974 und 1978 Vize-Weltmeister, 1974 spielte er das gesamte WM-Turnier (unter seinem früheren Ajax-Vereinstrainer Rinus Michels) auf der Libero-Position. Insgesamt bestritt er 35 Länderspiele und erzielte dabei sechs Tore.
Unvergessen sind seine Tore aus großer Entfernung in der Zwischenrunde der Fußball-Weltmeisterschaft 1978 in Argentinien gegen Deutschland und Italien, mit denen er die Weltklassetorhüter Sepp Maier und Dino Zoff überwand und so maßgeblich zum Einzug seiner Mannschaft in das WM-Finale beitragen konnte.
Siehe auch:
- Die Niederlande bei der Weltmeisterschaft 1974 in Deutschland
- Die Niederlande bei der Weltmeisterschaft 1978 in Argentinien
- Die Niederlande bei der Europameisterschaft 1980 in Italien

## Erfolge als Spieler

### Verein
- Weltpokal (1): 1972 mit Ajax Amsterdam
- Europapokal der Landesmeister (3): 1971, 1972, 1973 mit Ajax Amsterdam
- Europapokal der Pokalsieger (2): 1976, 1978 mit RSC Anderlecht
- UEFA Super Cup (4): 1972, 1973 mit Ajax Amsterdam; 1976, 1978 mit RSC Anderlecht
- Niederländischer Meister (3): 1970, 1972, 1973 mit Ajax Amsterdam
- KNVB-Pokal-Sieger (3): 1970, 1971, 1972 mit Ajax Amsterdam
- Belgischer Meister (3): 1981 mit RSC Anderlecht, 1982, 1983 mit Standard Lüttich
- Belgischer-Pokal-Sieger (1): 1976 mit RSC Anderlecht

### Nationalmannschaft
- Vize-Weltmeister (2): 1974, 1978

### Rekorde
- UEFA Super Cup: Rekordspieler mit 8 Einsätzen
- UEFA Super Cup: Rekordtorschütze mit 5 Toren

## Trainerkarriere
Nach Beendigung seiner aktiven Laufbahn wurde Haan Trainer. Im Juli 1984 wurde er als Verantwortlicher von Royal Antwerpen vorgestellt. Diese betreute der Neutrainer bis Dezember 1985, ehe er zum Ligakonkurrenten RSC Anderlecht wechselte. Dort konnte Haan im Sommer seinen ersten und bisher einzigen Erfolgs auf Vereinsebene feiern. Nach Ablauf der Spielzeit sicherte sich seine Mannschaft die belgische Meisterschaft. Nach einem weiteren halben Jahr, wurde er im Winter 1986/87 entlassen. Anschließend zog es den ehemaligen Mittelfeldspieler in die Fußball-Bundesliga, wo er für den VfB Stuttgart und den 1. FC Nürnberg arbeitete. Mit Stuttgart zog er 1989 in das Finale des UEFA-Cups ein, das der VfB gegen den mit Diego Maradona spielenden SSC Neapel verlor. Während der Fußball-Europameisterschaft 1988 wirkte er im Trainerstab der siegreichen niederländischen Fußballnationalmannschaft, erneut als Assistent seines früheren Vereinstrainers Rinus Michels. Nach drei Jahren in Stuttgart und einer Saison in Nürnberg, zog es Haan wieder nach Belgien. Neuer Arbeitgeber war Standard Lüttich, bei dem er schon als Spieler aktiv war. Das zweijährige Dienstverhältnis blieb allerdings titellos und wurde im Dezember 1993 beendet.
Haan verließ die Jupiler League und zur Saison 1994/95 wurde er Hauptverantwortlicher bei PAOK Thessaloniki in Griechenland. Mit der Mannschaft holte der Trainer 65 Punkte, so viele wie seit 22 Jahren nicht mehr. Trotzdem reichte es nur zu Platz drei. Nach einem enttäuschenden Auftakt in der Folgesaison, wurde Haan im Oktober entlassen. Feyenoord Rotterdam sicherte sich darauf die Dienste des Niederländers und lockte ihn erstmals wieder in sein Heimatland. Nach zwei Jahren ohne Erfolg kehrte Haan zum RSC Anderlecht zurück und ging anschließend nochmals nach Thessaloniki.
Im November 2000 war er kurzzeitig Trainer beim zypriotischen Verein Omonia Nikosia. Schließlich übernahm Haan bereits im Dezember 2000 den Posten des sportlichen Leiters bzw. technischen Direktors beim FK Austria Wien, wohin er vom damaligen Klubeigner Frank Stronach geholt wurde und dabei die Nachfolge von Friedl Koncilia antrat. Stronach bewegte Haan auch dazu ab März 2001 das Amt des Cheftrainers von Heinz Hochhauser zu übernehmen, nach dem englischen Vorbild vom Teammanager. In seiner Amtszeit kam es auch zum Disput mit dem damaligen Austria-Stammtorhüter und Nationaltorwart Franz Wohlfahrt, den Haan aufgrund einiger Meinungsverschiedenheiten zur Nummer 2 degradiert hatte. Nachdem er drei Wochen zuvor bereits seinen Rücktritt angeboten hatte, der jedoch vom damals sich in Kanada aufhaltenden Stronach nicht angenommen wurde, wurde der Niederländer nach einem 2:1-Derbysieg über den SK Rapid Wien im August 2001 von seinen Agenden entbunden.
Es folgte eine lange Trainerpause, die bis Dezember 2002 andauerte. Zwischen August und November 2002 erfolgte ein kurzes Intermezzo als Sportlicher Leiter der Stuttgarter Kickers.
Von 2002 bis 2004 arbeitete Haan wieder als Trainer und betreute fortan die chinesische Nationalmannschaft. Nach dem knappen Aus in der Qualifikation zur Fußball-Weltmeisterschaft 2006 trat Haan im Dezember 2004 von seinem Posten zurück.
Nach einem Engagement beim iranischen Spitzenklub Persepolis Teheran wurde er im August 2006 Trainer der Nationalmannschaft Kameruns. Am 1. Februar 2007 teilte Arie Haan per Mail mit, dass er seine Tätigkeit als Trainer in Kamerun aufgebe und ab sofort nicht mehr zur Verfügung stehe. Von Januar 2008 bis April 2009 trainierte er die Nationalmannschaft Albaniens.
Aus gesundheitlichen Gründen beendete Haan 2016 seine Trainerkarriere. Heute (Stand: 2021) lebt Haan an der Costa Blanca in Spanien.

## Erfolge als Trainer
- Belgischer Meister mit RSC Anderlecht: 1986
- Finalist im UEFA-Pokal mit VfB Stuttgart: 1989